# Lan Bale
Lan Bale (ur. 7 września 1969 w Pietermaritzburgu) – południowoafrykański tenisista.

## Kariera tenisowa
Karierę zawodową Bale rozpoczął w 1991 roku, a zakończył w 2000 roku.
Specjalizował się w grze podwójnej, w której zwyciężył w 4 turniejach rangi ATP World Tour osiągnął 4 finały.
W rankingu gry pojedynczej Bale najwyżej był na 177. miejscu (8 listopada 1993), a w klasyfikacji gry podwójnej na 27. pozycji (8 maja 1995).

### Finały w turniejach ATP World Tour
| Nazwa                              |
| ---------------------------------- |
| Wielki Szlem                       |
| Igrzyska olimpijskie               |
| ATP World Tour World Championships |
| ATP Masters Series                 |
| ATP Championship Series            |
| ATP World Series                   |

#### Gra podwójna (4–4)
| Końcowy wynik | Nr | Data                 | Turniej       | Nawierzchnia  | Partner               | Przeciwnicy                      | Wynik finału  |
| ------------- | -- | -------------------- | ------------- | ------------- | --------------------- | -------------------------------- | ------------- |
| Zwycięzca     | 1. | 4 kwietnia 1993      | Durban        | Twarda        | Byron Black           | Johan de Beer Marcos Ondruska    | 7:6, 6:2      |
| Zwycięzca     | 2. | 15 maja 1994         | Coral Springs | Ceglana       | Brett Steven          | Ken Flach Stéphane Simian        | 6:3, 7:5      |
| Finalista     | 1. | 2 października 1994  | Bazylea       | Twarda (hala) | John-Laffnie de Jager | Patrick McEnroe Jared Palmer     | 3:6, 6:7      |
| Zwycięzca     | 3. | 16 października 1994 | Tel Awiw-Jafa | Twarda        | John-Laffnie de Jager | Jan Apell Jonas Björkman         | 6:7, 6:2, 7:6 |
| Zwycięzca     | 4. | 5 maja 1996          | Monachium     | Ceglana       | Stephen Noteboom      | Olivier Delaître Diego Nargiso   | 4:6, 7:6, 6:4 |
| Finalista     | 2. | 12 lipca 1998        | Båstad        | Ceglana       | Piet Norval           | Magnus Gustafsson Magnus Larsson | 4:6, 2:6      |
| Finalista     | 3. | 10 października 1999 | Palermo       | Ceglana       | Alberto Martín        | Mariano Hood Sebastián Prieto    | 3:6, 1:6      |
| Finalista     | 4. | 5 marca 2000         | Santiago      | Ceglana       | Piet Norval           | Gustavo Kuerten Antonio Prieto   | 2:6, 4:6      |